# Астен (Австрия)
Астен (нем. Asten) — ярмарочная коммуна (нем. Marktgemeinde) в Австрии, в федеральной земле Верхняя Австрия.
Входит в состав округа Линц.  Население составляет 6219 человек (на 1 января 2005 года). Занимает площадь 8,5 км². Официальный код  —  41003.

## История
Раффельштеттенский таможенный устав, в котором, возможно, упоминается народ русь под именем ругов, составлен в 906 году в местечке Раффельштеттен на территории современного Астена.

## Политическая ситуация
Бургомистр коммуны — Райнхольд Шрайер (СДПА).
Совет представителей коммуны (нем. Gemeinderat) состоит из 31 места.